# 織田進
織田 進（おだ すすむ、1945年6月19日 - ）は、日本の医師・内科医・産業医・産業保健アドバイザー・労働衛生コンサルタント。一般社団法人PHR協会理事。医学博士。

## 来歴
- 1945年 福岡県 出身
- 1970年 山口大学医学部 卒業
- 1970年 山口大学医学部附属病院臨床研修医（内科）
- 1971年 中央鉄道病院臨床研修医（内科）
- 1972年 山口大学医学部附属病院医員（研修医）
- 1972年 山口大学医学部附属病院医員（第3内科）
- 1973年 山口大学医学部附属病院助手（第3内科）
- 1975年 米国カリフォルニア大学 研究員
- 1977年 山口大学医学部助手（第3内科）
- 1978年 医学博士号取得(山口大学)
- 1979年 産業医科大学 医学部助手（第1内科）
- 1980年 産業医科大学 医学部講師（第1内科）
- 1985年 産業医科大学 病歴部副部長兼任
- 1985年 産業医科大学 医学部助教授（第1内科）
- 1987年 産業医科大学 情報管理部副部長兼任
- 1989年 産業医科大学 産業医臨床研修等指導教員・第1内科助教授併任
- 1996年 産業医科大学 産業医実務研修センター教授（健康管理部）
- 1997年 産業医科大学 産業医実務研修センター副所長
- 2005年 福岡産業保健推進センター所長[3][出典無効]
- 2014年 福岡産業保健総合支援センター所長
- 2020年 福岡産業保健総合支援センター 産業医・産業保健アドバイザー

## 資格・学会・役職
- 日本内科学会 会員
- 日本職業・災害医学会 会員
- 日本産業衛生学会 会員
- 日本衛生学会 会員
- 福岡産業保健総合支援センター
- 日本産業衛生学会 代議員
- INTERNATIONAL COMMISSION ON OCCUPATIONAL HEALTH-ICOH 会員
- 福岡県産業医学協議会 委員
- 福岡市自殺対策協議会 委員
- 福岡県自殺対策連絡協議会 委員
- いきいき福岡健康づくり推進協議会 委員
- 福岡労働局 安全衛生労使専門家会議メンバー
- 一般社団法人 PHR協会 理事

## 人物・エピソード
昭和20年6月19日 福岡県築上郡椎田町にて6人兄弟の末っ子として生まれる。6歳の時、福岡県門司市（現在の北九州市門司区）へ転居。中学の頃は兄弟の子供の世話をよくしていた。将来は、教師になりたいと考えていたが、内科医であった伯父の姿をみて医者を目指そうと決心する。1964年 東京オリンピックの年に山口大学へ入学。1970年に同校を卒業し内科医となる。1975年には米カリフォルニア大学ロサンゼルス校(UCLA)へ留学。アメリカでは子供と間違えられ、服を買いにいくと子供服売り場へ案内されたことがあった。1972年に結婚。二人の子供を授かる。
帰国後、産業医科大学 医学部助教授、産業医科大学 情報管理部副部長、産業医科大学 産業医実務研修センター教授、福岡産業保健総合支援センター所長 などを歴任のかたわら、個人が主体的にできる健康づくりの仕組みづくり（PHR: Personal Health Record）に取り組み、その一環として2021年には Apple iOS,Android OS 対応の自己健康管理アプリ 「のこすけん」 を開発しリリースした。

## 学会活動
- 1993年～2003年 日本産業衛生学会 評議員
- 2011年～2015年 日本産業衛生学会 生涯教育委員会委員長
- 1994年～1996年 兵庫産業保健推進センター 産業医学相談員
- 1994年～1996年 マルチメディアによる健康教材の開発に関する研究（1995年）
- 1994年～1996年 阪神・淡路大地震における産業保健実態調査（1996年）
- 1994年～1996年 マルチメディアによる健康教材の提供に関する研究（1997年）
- 1994年～1996年 阪神・淡路大地震における産業保健実態調査（第2報）（1997年）
- 2003年～2005年 福岡産業保健推進センター 産業医学基幹相談員
- 2001年～2002年 マルチメディアを用いた実務的研修の在り方検討委員会委員
- 2001年～2003年 労働者の自殺予防に関する調査研究
- 2002年～2004年 「働く人の健康保持増進推進会議」委員
- 2002年～2006年 福岡県先天性血液凝固因子障害等対策協議会委員

## 論文

### 博士論文
- 織田進『Glycolytic intermediates of tissues in enzymopathic hemolytic anemia [酵素異常による溶血性貧血における組織の解糖中間体について]』山口大学〈医学博士 乙第222号〉、1978年。NAID 500000303625。

### 論文・寄稿
- 織田進, 三輪史朗「保存血の現状と展望」『血液と脈管』第4巻第5号、日本血栓止血学会、1973年、501-509頁、doi:10.2491/jjsth1970.4.501、ISSN 0386-9717、CRID 1390001204859756288。
- 松本昇, 尾山秀樹, 未次信昌, 松村茂一, 中島弘二, 小林勝昌, 佐藤智城, 影岡武士, 織田進, 織田悦子, 三輪史朗, 石原得博「高カルシウム血症を呈した細網肉腫の2剖検例」『臨床血液』第14巻第2号、日本血液学会、1973年、164-172頁、doi:10.11406/rinketsu.14.164、ISSN 04851439、CRID 1390001205032417280。
- 織田進, 田尻三昭, 小野惇一郎, 中島弘二, 有好邦夫, 松本昇, 篠原健次, 小林勝昌, 末次信昌, 織田悦子, 三輪史朗「白血病と感染症」『臨床血液』第15巻第12号、日本血液学会、1974年、1297-1302頁、doi:10.11406/rinketsu.15.1297、ISSN 04851439、CRID 1390001205033500928。
- 松本昇, 末次信昌, 小林勝昌, 阿部成宣, 影岡武士, 有好邦夫, 田尻三昭, 中島弘二, 篠原健次, 小野淳一郎, 織田進, 織田悦子, 塩村惟彦, 藤井寿一, 広重幸雄, 山内勝世, 三輪史朗「抗甲状腺剤による顆粒球減少症」『臨床血液』第17巻第1号、日本血液学会、1976年、82-87頁、doi:10.11406/rinketsu.17.82、ISSN 04851439、CRID 1390282680013544064。
- 中辻理子, 織田進, 藤田博司, 松本昇, 三輪史朗「剣道踏み込み練習によるいわゆる行軍血色素尿症の2例」『臨床血液』第19巻第9号、日本血液学会、1978年、1241-1246頁、doi:10.11406/rinketsu.19.1241、ISSN 04851439、CRID 1390001205031761152。
- 織田進, 三輪史朗「性差よりみた血液疾患」『臨床婦人科産科』第32巻第2号、医学書院、1978年2月、119-122頁、ISSN 03869865、CRID 1523388079867281152。
- 織田進, 三輪史朗「新しい視点をさぐる 性差 性差よりみた血液疾患」『臨床婦人科産科』第32巻第2号、株式会社医学書院、1978年2月、119-122頁、doi:10.11477/mf.1409205777、ISSN 0386-9865、CRID 1390846634860392064。
- 山内勝世, 松本昇, 藤田博司, 織田進, 三輪史朗「血液疾患における結核」『臨床血液』第20巻第6号、日本血液学会、1979年、628-639頁、doi:10.11406/rinketsu.20.628、ISSN 04851439、CRID 1390001205035708544。
- 山内勝世, 井上昌光, 織田進, 松本昇, 三輪史朗「金製剤により発症したと思われる再生不良性貧血の2死亡例」『臨床血液』第20巻第11号、日本血液学会、1979年、1467-1474頁、doi:10.11406/rinketsu.20.1467、ISSN 04851439、CRID 1390282680011911168。
- 織田進, 三輪史朗「成人における採血のコツ」『臨床婦人科産科』第33巻第1号、医学書院、1979年1月、17-23頁、ISSN 03869865、CRID 1523388080099498112。
- 織田進, 三輪史朗「血小板血漿」『臨牀と研究』第56巻第6号、大道学館出版部、1979年6月、1805-1808頁、ISSN 00214965、CRID 1520291855452997760。
- 中辻理子, 松本昇, 加来浩平, 広重幸雄, 織田進, 篠原健次, 中島弘二, 小林勝昌, 矢賀健, 藤井新也, 三輪史朗, 亀井敏明, 長沢孝明, 谷茂樹「多発性骨髄腫」『臨床血液』第21巻第3号、日本血液学会、1980年、347-355頁、doi:10.11406/rinketsu.21.347、ISSN 04851439、CRID 1390001205036889088。
- 中辻理子, 松本昇, 織田進, 三輪史朗「5年以上生存している急性白血病の3例」『臨床血液』第21巻第2号、日本血液学会、1980年、266-272頁、doi:10.11406/rinketsu.21.266、ISSN 04851439、CRID 1390282680013676160。
- 実藤隼人, 安達博信, 馬場謙介, 織田進, 中田肇, 林実「粟粒結核症の一剖検例および日本の剖検例に見られる結核症の動向」『Journal of UOEH』第6巻第1号、学校法人 産業医科大学、1984年、75-86頁、doi:10.7888/juoeh.6.75、ISSN 0387-821X、CRID 1390001205087167872。
- 千葉省三, 福島悦子, 菊池亮, 大谷博孝, 三砂将裕, 織田進, 鈴木秀郎「6.低酸素下における赤血球の生成」『産業医科大学雑誌』第7巻第1号、産業医科大学学会、1985年3月、131頁、ISSN 0387821X、CRID 1574231876566576768。
- 山崎嘉宏, 千葉省三, 三砂将裕, 津田徹, 織田進, 織田悦子, 江藤澄哉, 鈴木秀郎「無菌性髄膜炎を伴った亜急性壊死性リンパ節炎の１例」『日本内科学会雑誌』第75巻第5号、日本内科学会、1986年、687-690頁、doi:10.2169/naika.75.687、ISSN 0021-5384、CRID 1390001206441168000。
- 大和浩, 大田俊行, 東修一, 田中良哉, 増田美穂, 齋藤和義, 織田進, 江藤澄哉, 鈴木秀郎「大動脈炎症候群の母娘発症例 ＨＬＡ検査が有用であった１例」『日本内科学会雑誌』第78巻第3号、日本内科学会、1989年、438-439頁、doi:10.2169/naika.78.438、ISSN 0021-5384、CRID 1390001206441209216。
- 吉岡真, 井上仁郎, 田久浩志, 織田進, 舟谷文男, 岡本健「7.医学部学生に対する情報科学教育」『産業医科大学雑誌』第11巻第1号、産業医科大学学会、1989年3月、128頁、ISSN 0387821X、CRID 1571980076752624640。
- 八幡勝也, 藤平隆司, 織田進, 江藤澄哉「13.Networkによる産業医のための健康管理支援システム 第2報」『産業医科大学雑誌』第12巻第1号、産業医科大学学会、1990年3月、139頁、ISSN 0387821X、CRID 1573668926613364864。
- 高原和雄, 織田進, 舟谷文男, 山口直人, 東敏昭, 江藤澄哉「29.産業医学専門家データ・ベースの構築」『産業医科大学雑誌』第13巻第1号、産業医科大学学会、1991年3月、92頁、ISSN 0387821X、CRID 1571417126799969024。
- 森直樹, 大隅一興, 村上修一, 和気敦, 中田浩一, 三砂將裕, 織田進, 江藤澄哉「成人T細胞白血病および各種血液疾患における尿中副甲状腺ホルモン関連蛋白の排泄」『臨床血液』第33巻第9号、日本血液学会、1992年、1158-1165頁、doi:10.11406/rinketsu.33.1158、ISSN 04851439、CRID 1390001205026145536。
- 舟谷文男, 織田進, 八幡勝也, 香山不二雄, 高田和美「1.パソコンによる職域健康管理情報システムの構築と運用(一般口演,平成5年度九州地方会)」『産業医学』第35巻第6号、日本産業衛生学会、1993年11月、550頁、ISSN 00471879、CRID 1573950402042377728。
- 内藤穆, 織田進, 田中敏男, 瀬尾攝「兵庫県下における労働衛生管理実態調査結果について」『産業衛生学雑誌』第37巻、1995年3月、S127、ISSN 13410725、CRID 1570009750334822528。
- 吉岡真, 渡辺博且, 八幡勝也, 佐藤教昭, 堀尾政博, 織田進「産業医科大学におけるWWWホームページの利用」『産業衛生学雑誌』第38巻、1996年5月、S293、ISSN 13410725、CRID 1572261549268907520。
- 織田進, 八幡勝也, 東敏昭, 舟谷文男「産業保健教育におけるコンピュータの応用とその評価」『Journal of UOEH』第19巻第4号、学校法人 産業医科大学、1997年、327-335頁、doi:10.7888/juoeh.19.327、ISSN 0387-821X、CRID 1390282680061698816。
- 桃坂泰寛, 藤代一也, 内田和彦, 井手宏, 藤本圭一, 織田進, 大久保利晃「健康診断にて指摘された高アミラーゼ血症のフォローアップについて : 2次健診を含めた事後処理のあり方についての検討」『産業衛生学雑誌』第40巻Special、日本産業衛生学会、1998年、579頁、doi:10.1539/sangyoeisei.kj00001990400、ISSN 1341-0725、CRID 1390001204698714880。
- 八谷百合子, 内田和彦, 中村正, 織田進, 大久保利晃「某医科大学病院における職場巡視の実施状況と改善例」『産業衛生学雑誌』第40巻Special、日本産業衛生学会、1998年、634頁、doi:10.1539/sangyoeisei.kj00001990455、ISSN 1341-0725、CRID 1390001204699129856。
- 内田和彦, 中村正, 鎌田豊彦, 藤代一也, 桃坂泰寛, 井手宏, 織田進, 大久保利晃「産業医科大学におけるTHPシステムの役割とその評価」『産業衛生学雑誌』第40巻Special、日本産業衛生学会、1998年、615頁、doi:10.1539/sangyoeisei.kj00001990436、ISSN 1341-0725、CRID 1390282679675777280。
- 西田和子, 上別府由紀, 加藤登紀子, 八谷百合子, 織田進, 大久保利晃「J102 若年成人の骨密度と生活習慣の関連について(1)」『産業衛生学雑誌』第41巻Special、日本産業衛生学会、1999年、441頁、doi:10.1539/sangyoeisei.kj00001991199、ISSN 1341-0725、CRID 1390282679674493184。
- 田代拓, 藤代一也, 織田進, 大久保利晃「7. VDT作業における電磁波曝露管理について (平成11年度日本産業衛生学会九州地方会学会)」『産業衛生学雑誌』第41巻第5号、日本産業衛生学会、1999年、176頁、doi:10.1539/sangyoeisei.kj00002980883、ISSN 1341-0725、CRID 1390282679675546624。
- 垂水公男, 大久保利晃, 織田進, 東敏昭, 阿部慎太郎, 中村早人, 長友敏寿, 森田恵美子, 大槻眞「事業所における産業医活動の現況と課題」『産業衛生学雑誌』第44巻第6号、日本産業衛生学会、2002年、224-233頁、doi:10.1539/sangyoeisei.kj00001039884、ISSN 13410725、CRID 1390001204698105856。
- 戸簾智加志, 土肥誠太郎, 織田進「D211 定期健康診断におけるBMIと臨床検査データーとの相関」『産業衛生学雑誌』第44巻Special、日本産業衛生学会、2002年、436頁、doi:10.1539/sangyoeisei.kj00003947842、ISSN 1341-0725、CRID 1390001204699248000。
- 長尾典尚, 吉川里江, 内田和彦, 井出宏, 小畑泰子, 日野義之, 藤代一也, 織田進「53.産業医科大学職員の定期健康診断結果の解析」『産業医科大学雑誌』第25巻第1号、産業医科大学学会、2003年3月、159頁、ISSN 0387821X、CRID 1572543026706056192。
- 宮地卓, 内田和彦, 藤崎丈詞, 八谷百合子, 吉川里江, 宋裕姫, 織田進, 森晃爾, 大貝晴俊「H109 生体情報によるVDT(Visual Display Terminals)作業時の疲労評価(第2報)」『産業衛生学雑誌』第47巻Special、日本産業衛生学会、2005年、429頁、doi:10.1539/sangyoeisei.kj00003804063、ISSN 1341-0725、CRID 1390001204699202432。
- 道家庚一, 吉川徹, 宋裕姫, 藤崎丈詞, 吉川里江, 内田和彦, 日野義之, 織田進, 森晃爾「D306 産業医科大学病院における針刺し・切創事例の対策の流れと最近の現状についての調査と考察」『産業衛生学雑誌』第47巻Special、日本産業衛生学会、2005年、573頁、doi:10.1539/sangyoeisei.kj00003804205、ISSN 1341-0725、CRID 1390001204699929216。
- 八谷百合子, 大貝晴俊, 岡崎浩子, 藤崎丈詞, 内田和彦, 織田進, 森晃爾「VDT入力作業の作業負荷による生体反応および疲労評価」『システム制御情報学会 研究発表講演会講演論文集』SCI06、システム制御情報学会、2006年、159-159頁、doi:10.11509/sci.sci06.0.159.0、CRID 1390001205623243776。
- 織田進「産業保健推進センターの最新ステージ 関連機関との連携とアジア諸国との情報交換に向けて」『産業医学プラザ』第16号、産業医学振興財団、2008年10月、31-36頁、ISSN 13467808、CRID 1522825130947263104。
- 織田進「医師のメンタルヘルス」『産業精神保健』第17巻第1号、2009年、4-8頁、CRID 1570009751161472640。

## 産業保健調査研究 (独立行政法人 労働者健康安全機構)
- 2007年 女性労働者の月経周期と閉経に伴う諸症状が労働のあり方と健康に及ぼす影響(その2)(主任研究者)
- 2008年 トンネル内清掃作業における作業者の健康に影響を与える因子について(主任研究者)
- 2009年 内燃機関を稼動する作業場で発生する粉じんの実態について(主任研究者)
- 2010年 小規模事業場における主体的産業保健活動の定着化と水平展開の支援方略(共同研究者）
- 2011年 小規模事業場における主体的産業保健活動の普及のためのツールと研修方法の開発(研究監修者)
- 2012年 職場復帰支援に際し労働法の観点を明確にし、より安全（健康）配慮義務に即した「モデル職場復帰支援プログラム」の作成(研究監修者)
- 2013年 メッキ工場におけるニッケルミストの発生状況について (主任研究者)
- 2014年 ITを活用した地域産業保健センター事業の活動支援の検討 (研究代表者)
- 2016年 可溶性ニッケル化合物の測定法およびその健康障害の検討 (研究代表者)
- 2016年 中小規模事業場における健康管理システム導入支援の検討 (研究代表者)
- 2016年 社会福祉施設における作業研究と人間工学的手法を用いた職場改善 (研究代表者)
- 2017年 高ストレス者、長時間労働者、がんと就業の両立支援対象者に必要な情報収集および、その有効活用の検討 (研究代表者)
- 2020年 溶接作業場の粉じんについて、分析電子顕微鏡による形状及び成分の同定 (研究代表者)
- 2021年 医療保健業における腰痛リスクアセスメントツール MAPO index 日本語版の開発 (研究代表者)

## PHR協会 講演会
- 健診機関とのデジタル化連携による中小事業所の嘱託産業医活動の試行 <第3回PHR協会講演会 2015年7月18日 先端技術館TEPIAホール>
- 職域健康診断と地域医療ネットとの連携 <第5回PHR協会講演会 2016年10月8日 福岡県医師会館 5階 大ホール>
- 両立支援ネットワークにおけるPHRの活用 <第6回PHR協会講演会 2018年2月15日 JR 品川イーストビル20階 大ホール>
- ふくおか健康づくり県民会議の現状報告 <第7回PHR協会講演会 2019年2月27日 先端技術館 TEPIAホール>
- 治療と仕事の両立支援 最近の動向 <第9回PHR協会オンライン講演会2021年2月20日>

## 著書
- 物理的赤血球障害による溶血性貧血（血液病学、1995）
- 疼痛、腰背部痛、四肢痛などの病態および鑑別診断（内科診断学、2004）
- 産業医学の手引き（臨床内科医マニュアル、1992年）
- 貧血（産業医実践ガイド、1998年）
- クロロホルム取り扱い事業場における作業環境、疫学等の調査研究 <平成12年度労働省委託研究報告書 官公庁刊行物 2001.3>
- 厚生労働科学研究費補助金労働安全衛生総合研究事業労働者の自殺原因に関する研究 : 平成14年度-平成15年度総合研究成果報告, 平成15年度総括・分担報告書(H14-労働-5)(織田 進) <産業医科大学 2004.3>
- 産業保健からみた業種の特徴：医療機関（産業医活動をする人のために、2005）
- 医療機関での産業保健の実践：職場巡視（医療機関での産業保健の手引き、2005）
- 医師の自殺の特徴およびその予防（医師のストレス、2009）
- 健康診断判定基準、健康診断業務の受託（産業医のためのギモン・難問相談室、2010）
- ストレス科学辞典（日本ストレス学会、財団法人パブリックヘルスリサーチセンター、2011）

## 受賞
- 2016年 緑十字賞
- 2018年 厚生労働大臣表彰（功績賞）

## メディア
- 全日本民医連 民医連新聞 2006/05/01：「産業医とともに職員の健康で論議 全日本民医連が職員の健康を守る交流集会」
- ふくおか経済Web 2010/05/18：「小規模事業所に保健師チーム派遣 福岡産業保健推進センター 6月から」
- ふくおか経済 Vol.263 2010/07/01：「インタビュー：織田進（労働者健康福祉機構福岡産業保健推進センター）」
- ふくおか経済 Vol.274 2011/06/01：「インタビュー：織田進（メンタルヘルス対策支援センター）」
- 日本産業衛生学会： 「医療従事者のための産業保健研究会 代表世話人 織田進（2007年から2011年）」
- ふくおか経済Web 2014/04/15：「産業保健活動支援の3センターが統合し新組織 福岡産業保健推進センターなど4月1日付」
- 産業保健21 2014.10 第78号：行政や関係機関と協力して幅広い相談への対応や研修内容の充実に力を注ぐ
- 西日本新聞 me 2018/06/08 : 「治療と仕事両立 患者の相談窓口 福大病院が開設 福岡県」
- 西日本新聞 me 2018/07/11 : 「患者の相談窓口開設 久留米大病院、治療と仕事両立支援」
- ふくおか経済Web 2018/10/11：「治療と仕事の両立支援に関する協定 福岡大学病院と福岡産業保健総合支援センター」
- Mediccal Note 2019/07/03 : 「福岡産業保健総合支援センターが事業場に対して行う両立支援の環境づくり」
- Mediccal Note 2019/07/03 : 「適切な治療を受けながら働き続けることのできる社会を作りたい─福岡産業保健総合支援センターの取り組み」
- ふくおか経済Web 2020/10/27：「健康・医療情報の管理アプリ 福岡産業保健総合支援センター」
- こころのあんしんプロジェクト 2022：「独立行政法人労働者健康安全機構 産業保健総合支援センターについて」